# Doris Schretzmayer

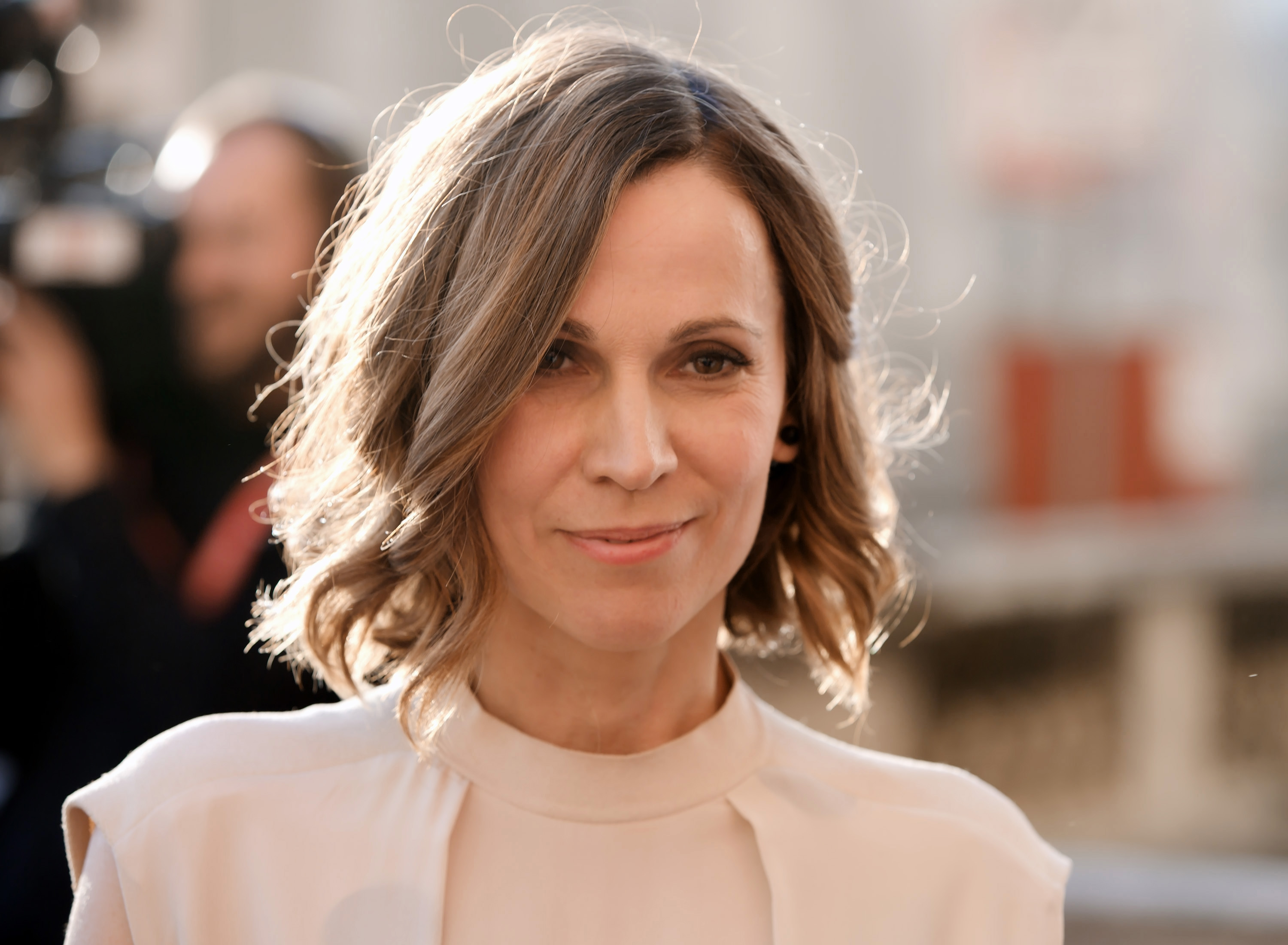
Doris Schretzmayer, 2015

Doris Schretzmayer (* 31. Mai 1972 in Tulln an der Donau) ist eine österreichische Schauspielerin, Autorin und Moderatorin.

## Leben
Mit 17 Jahren hatte Schretzmayer ihren ersten Fernsehauftritt in einem Werbespot. Als „Jennifer“ warb sie für FELIX-Ketchup, der Spot erfreute sich großer Beliebtheit und wurde mehrere Jahre lang ausgestrahlt.
Gleichzeitig inskribierte sie für Publizistik und Betriebswirtschaft, brach ihr Studium aber schon nach einem Semester ab, um sich nur mehr ihrer Tätigkeit beim Radio zu widmen. 1993 wechselte sie zum ORF, wo sie beim Radiosender Ö3 engagiert wurde. Sie moderierte in den folgenden zwei Jahren verschiedene Sendungen, u. a. das „Radiodrom“. In einer Umfrage der Zeitschrift „Wiener“ wurde sie als die „erotischste Stimme Österreichs“ bezeichnet. Ende 1993 begann sie auch als Österreichs jüngste Fernsehsprecherin (Programmansage), wechselte aber bald darauf in die Jugendredaktion des ORF (X-Large), wo sie verschiedene Jugendsendungen im TV moderierte und als Redakteurin tätig war. 1994 moderierte sie im Hauptabendprogramm die Romy-TV-Gala.
Im Zuge ihrer Arbeit vor der Kamera lernte sie Rosmarin Frauendorfer kennen, die am Konservatorium Wien unterrichtete und bei der Schretzmayer fortan und über mehrere Jahre hindurch privaten Schauspielunterricht nahm. Mit einem Freund gründete sie zeitgleich in London eine Produktionsfirma und pendelte zwischen ihren Tätigkeiten und den beiden Wohnorten Wien und London. Gleichzeitig begann sie, für Zeitschriften zu schreiben.
1996 beendete sie ihre Engagements beim ORF und spielte ihre erste kleine Fernsehrolle (eine Fernsehreporterin) im Tatort unter der Regie von Houchang Allahyari. Ihr Kinodebüt gab sie noch im selben Jahr, als Stefan Ruzowitzky sie in seinem ersten Kinofilm Tempo besetzte.
1997 erhielt sie ihre erste Hauptrolle in der ORF/Sat.1-Koproduktion Die Neue – Eine Frau mit Kaliber. In der Titelrolle als Inspektorin Lisa Engel ermittelte sie am Mondsee im Salzkammergut in 13 Folgen und dem Pilotfilm und galt als jüngste Kommissarin des deutschsprachigen Fernsehens.
Während ihrer Dreharbeiten zu der Serie überlebte Schretzmayer einen schweren Autounfall. An einem drehfreien Tag war sie in einem Cabrio auf der Autobahn unterwegs und begegnete einem Geisterfahrer, dem sie ausweichen konnte. Sie erlitt dabei schwere Verletzungen. Die Dreharbeiten mussten für mehrere Wochen unterbrochen werden.
1998 ging Schretzmayer für ein halbes Jahr nach Los Angeles, um Schauspielunterricht zu nehmen, u. a. bei Corey Allen, Margie Haber und Cherolyn Franklin. Weiters entstand dort auch ihre 15-teilige Porträtreihe „Träume und Schäume“, die in der Sonntagsbeilage der Kronen Zeitung erschien und für die sie Österreicher in Los Angeles interviewte und porträtierte.
Einige Engagements fürs Kino folgten: in einer Hauptrolle spielte sie mit Til Schweiger in der Columbia-Tri Star Kinoproduktion Was tun, wenn’s brennt?, in der sie als ehemalige Hausbesetzerin agierte, in Robert Schwentkes Kino-Tragikomödie war sie in Eierdiebe zu sehen und unter der Regie von Marc Ottiker spielte sie in einer Produktion von Wim Wenders in Halbe Miete eine Ordnungsneurotikerin. Mit Mike Figgis begann sie 2004 eine Zusammenarbeit mit CoMa und dem bisher unveröffentlichten experimentellen Filmprojekt A Certain Form Of Reality.
Gelegentlich trat sie gemeinsam mit Friedrich Gulda auf, der Schretzmayer als Moderatorin seiner Auftritte engagierte, u. a. im Wiener Konzerthaus und im Anton Bruckner Haus in Linz (1998). Weiters übernahm sie die Rolle der Moderatorin für die Gala „Nacht des Sports“ in der Wiener Hofburg (2001), für den Jupiter-Award der Zeitschrift Cinema in Berlin, den Hessischen Filmpreis (2003), den Life Ball in Wien (mit Maximilian Schell, 2004), die Vienna Fashion Week (2007), den Prix Ars Electronica in Linz (2008).
2009 stand sie erstmals in Wien auf der Theaterbühne – in der von Publikum und Kritik geschätzten Bühnenfassung von Kottan ermittelt – Rabengasse 3a spielte sie unter der Regie von Thomas Gratzer im Rabenhof Theater die Rolle der Hausmeisterin Korherr, die in der Filmvorlage von Louise Martini verkörpert worden war. Es folgten Theaterengagements u. a. an der Neuen Bühne Villach (wo sie die Hauptrolle in Rabbit Hole spielte) und am Landestheater Niederösterreich.
2013 nahm Doris Schretzmayer an der ORF-Show Dancing Stars teil.
Mit der Theaterformation Bernhard Ensemble erarbeitete Schretzmayer 2013/2014 mittels Improvisation unter der Leitung von Ernst Kurt Weigel eine Fusion aus Geschichten aus dem Wiener Wald von Horváth mit Pulp Fiction von Tarantino – das Stück Wiener.Wald.Fiction (Nominierung Nestroypreis „Beste Off-Produktion 2014“). 2014 drehte sie mit der Regisseurin Marie Kreutzer, die sie bei dem Film Die Vaterlosen 2010 kennengelernt hatte, die Verfilmung von Doris Knechts Roman Gruber geht! Manuel Rubey spielt darin die Titelrolle des John Gruber, Schretzmayer seine Schwester Kathi. Der Film kam 2015 in die Kinos.

## Filmografie

### Kino
- 1997: Tempo
- 2000: Ternitz, Tennessee
- 2001: Was tun, wenn’s brennt?
- 2001: Besser geht noch (Kurzfilm)
- 2001: Die ganze Nacht (Kurzfilm)
- 2003: Eierdiebe
- 2002: Halbe Miete
- 2002: CoMa
- 2005: Stadt als Beute
- 2006: Bum Bum (Kurzfilm)
- 2009: Detektiv wider Willen
- 2010: Die Vaterlosen
- 2010: Spanien
- 2015: Gruber geht
- 2015: Die dunkle Seite des Mondes
- 2015: Solness
- 2016: Was hat uns bloß so ruiniert
- 2017: Die Migrantigen
- 2020: Vier zauberhafte Schwestern
- 2020: Lovecut

### Fernsehen
- 1997: Tatort: Mein ist die Rache
- 1998: Die Neue – Eine Frau mit Kaliber (Fernsehserie, 14 Folgen)
- 1998: Vergewaltigt – Das Ende einer Liebe
- 1999: Rosamunde Pilcher – Möwen im Wind
- 1999: Fink fährt ab
- 1999: Polizeiruf 110 – Kopfgeldjäger
- 1999: Der Erlkönig – Auf der Jagd nach dem Auto von morgen
- 1999: Der Bulle von Tölz: Tod am Hahnenkamm
- 1999–2001: Freunde fürs Leben als Emma Lohkamp (Fernsehserie, Staffeln 7 & 8)
- 2000: Die Todeswelle – eine Stadt in Angst
- 2000: Die Verbrechen des Professor Capellari – Tote schweigen nicht
- 2002: Denninger – Der Mallorcakrimi (Fernsehserie, eine Folge)
- 2002: Antonia – Tränen im Paradies
- 2002: Der Ermittler (Fernsehserie, eine Folge)
- 2003: Balko (Fernsehserie, eine Folge)
- 2003: Der letzte Zeuge (Fernsehserie, eine Folge)
- 2003: Broti & Pacek – Irgendwas ist immer (Fernsehserie, eine Folge)
- 2003: Das verräterische Collier
- 2004: Kommissar Rex (Fernsehserie) – Folge: Das Donaukrokodil
- 2004: Abschnitt 40 (Fernsehserie, eine Folge)
- 2004: Die Rosenheim-Cops (Fernsehserie, eine Folge)
- 2005: Die Ohrfeige
- 2005: Rosa Roth – In guten Händen
- 2005: Agathe kann’s nicht lassen (Fernsehserie, eine Folge)
- 2005: Im Namen des Gesetzes (Fernsehserie, eine Folge)
- 2006: Alarm für Cobra 11 – Die Autobahnpolizei (Fernsehserie, eine Folge)
- 2006: Familie Sonnenfeld (Fernsehserie, zwei Folgen)
- 2007: Polly Adler (Fernsehserie, zwei Folgen)
- 2008: Dr. Molly und Karl (Fernsehserie, zwei Folgen)
- 2009: Jeder Mensch braucht ein Geheimnis
- 2009: Detektiv wider Willen
- 2010: Die Zeit der Kraniche
- 2010: Spuren des Bösen
- 2011: Der letzte Bulle (Fernsehserie) – Folge: Die verpasste Chance
- 2011: Europas letzter Sommer
- 2012: Braunschlag (Fernsehserie, zwei Folgen)
- 2013: Die Toten vom Bodensee
- 2013: Die Bergretter (Fernsehserie, eine Folge)
- 2014: Die Kraft, die Du mir gibst
- 2014: Lost & Found – Liebe im Gepäck (Eine Handvoll Briefe)
- 2014: CopStories
- 2014: Um Himmels Willen (Fernsehserie, eine Folge)
- 2016: Marie Brand und die rastlosen Seelen (Fernsehserie)
- 2016: Landkrimi – Höhenstraße
- 2017: Schnell ermittelt – Viktor Urbach
- 2018, 2024: SOKO Donau – Lange Schatten, Gefährliche Einkehr
- 2018: Die Inselärztin – Notfall im Paradies
- 2018: Kreuzfahrt ins Glück – Hochzeitsreise ins Piemont
- 2019: Tatort: Inferno
- 2019: Der beste Papa der Welt
- 2019–2020: Bettys Diagnose (Fernsehserie, 13 Folgen)
- 2019: Scheidung für Anfänger
- 2022: Lena Lorenz – Freiheit
- 2022: Tatort: Alles was Recht ist
- 2022: Die Glücksspieler (Fernsehserie)
- 2023: Landkrimi – Steirerschuld (Fernsehreihe)
- 2024: Hubert ohne Staller – Dem Himmel ganz nah